# Alfonso Paso
Alfonso Paso, pseudonimo di Alfonso Paso Gil (Madrid, 12 settembre 1926 – Madrid, 10 luglio 1978), è stato un drammaturgo, direttore artistico e attore spagnolo, oltre che scrittore, sceneggiatore e regista cinematografico.

## Biografia
Figlio d'arte, difatti entrambi i suoi genitori lavorarono nel mondo del teatro, suo padre Antonio Paso Cano come drammaturgo e sua madre Juana Gil Andrés come attrice.
Alfonso Paso dopo il liceo frequentò l'Università di Filosofia e di Lettere di Madrid, laureandosi nel 1951 in Storia d'America.
Paso si avvicinò al palcoscenico inizialmente come attore e successivamente come drammaturgo e commediografo in teatri dove si sviluppava lo sperimentalismo.
Paso si caratterizzò per opere di genere umoristico-farsesco con una base satirica, di Costumbrismo e di critica sociale, utilizzando argomenti generalmente polizieschi,tentando di ispirarsi anche al teatro arrabbiato di John Osborne e di Peter Shaffer.
I critici teatrali generalmente distinguono due periodi creativi dell'autore: il primo che va fino al 1961, molto più fertile e originale, e il secondo un pochino più ripetitivo.
Tra le sue opere si possono menzionare: Los pobrecitos (I poverelli, 1956); Juicio contra un sinvergüenza (Giudizio contro sfacciato, 1958); Hay Alguièn detrás de la portas (C'è qualcuno dietro la porta, 1958); Papà se enfada por todo (Papà si arrabbia per tutto, 1959); Cena de matrimonios (Cena di matrimonio, 1960); Por lo menos tres (Almeno tre, 1969);
Alcune delle sue opere sono state trasposte sul grande schermo, grazie all'impegno di Paso come sceneggiatore e talvolta anche di regista.

## Opere
- Los pobrecitos (I poverelli, 1956);
- Juicio contra un sinvergüenza (Giudizio contro sfacciato, 1958);
- Hay Alguièn detrás de la portas (C'è qualcuno dietro la porta, 1958);
- Papà se enfada por todo (Papà si arrabbia per tutto, 1959);
- Cena de matrimonios (Cena di matrimonio, 1960);
- Por lo menos tres (Almeno tre, 1969).